# Liste der denkmalgeschützten Objekte in Spittal an der Drau
Die Liste der denkmalgeschützten Objekte in Spittal an der Drau enthält die 35 denkmalgeschützten, unbeweglichen Objekte der Stadtgemeinde Spittal an der Drau.

## Denkmäler
| Foto |                 | Denkmal | Standort                                                    | Beschreibung | Metadaten |
| ---- | --------------- | --- | ----------------------------------------------------------- | --- | --- |
| ja   | Datei hochladen | Wappengrenzstein HERIS-ID: 60244 Objekt-ID: 72409                                                                   | Amlach Standort KG: Amlach                                  | siehe Wappengrenzstein in Unteramlach Anmerkung: ident mit dem Wappengrenzstein in der Gemeinde Stockenboi. Der Wappengrenzstein befindet sich in unwegsamen, zugewachsenen Gelände. | BDA-Hist.: Q38091145 Status: Bescheid Stand der BDA-Liste: 2025-06-30 Name: Wappengrenzstein GstNr.: 950/3 Grenzstein Spittal-Stockenboi (Tragail)                                                              |
| ja   | Datei hochladen | Wappengrenzstein HERIS-ID: 60245 Objekt-ID: 72410                                                                   | Kleinsaß 1 Standort KG: Amlach                              | siehe Wappengrenzstein in Unteramlach Anmerkung: ident mit dem Wappengrenzstein in der Gemeinde Stockenboi. | BDA-Hist.: Q38091164 Status: Bescheid Stand der BDA-Liste: 2025-06-30 Name: Wappengrenzstein GstNr.: .46 Wappengrenzstein bei Kleinsaß 1                                                                        |
| ja   | Datei hochladen | Wappengrenzstein HERIS-ID: 46286 Objekt-ID: 48021                                                                   | Unteramlach Standort KG: Amlach                             | Wappengrenzstein der Grafen von Ortenburg und der Herrschaft Paternion, die Maximilian I. 1517 samt Stockenboi an Siegmund, Freiherr von Dietrichstein, verpfändete und später verkaufte. 1524 wurde Gabriel Salamanca mit Ortenburg belehnt und dieser Grenzstein errichtet. Anmerkung: ident mit dem Wappengrenzstein in der Gemeinde Stockenboi. | BDA-Hist.: Q38020365 Status: Bescheid Stand der BDA-Liste: 2025-06-30 Name: Wappengrenzstein GstNr.: 483 Wappengrenzstein Unteramlach                                                                           |
| ja   | Datei hochladen | Kath. Pfarrkirche hl. Markus HERIS-ID: 57919 Objekt-ID: 68275                                                       | Unteramlach Standort KG: Amlach                             | Die niedrige Pfarrkirche mit hölzernem Dachreiter ist spätgotischen Ursprungs, die eisenbeschlagene Sakristeitür stammt aus der Bauzeit. Später wurde die Kirche mehrfach umgestaltet, so ist die Flachdecke im Chor aus dem 18. Jahrhundert, und der Dachreiter erhielt einen Zwiebelhelm. An der Nordseite des Langhauses steht der ehemalige Hochaltar, etwa von 1720, mit jüngerem Markusbild. | BDA-Hist.: Q18180556 Status: § 2a Stand der BDA-Liste: 2025-06-30 Name: Kath. Pfarrkirche hl. Markus GstNr.: .29/1 Pfarrkirche hl. Markus, Amlach                                                               |
| ja   | Datei hochladen | Kath. Filialkirche hl. Thomas und ehem. Friedhofsareal HERIS-ID: 97755 Objekt-ID: 113588                            | Edling 16 Standort KG: Edling                               | Die kleine niedrige Kirche hat einen spätgotisch gewölbten Chor, ein barockisiertes Langhaus, das 1977 erweitert wurde, und einen Turm von 1851. Bemerkenswert sind die drei Altäre von Anfang des 18. Jahrhunderts mit reichem Akanthusdekor. | BDA-Hist.: Q1412792 Status: § 2a Stand der BDA-Liste: 2025-06-30 Name: Kath. Filialkirche hl. Thomas und ehem. Friedhofsareal GstNr.: .56/1, 669/1, 670                                                         |
| ja   | Datei hochladen | Schlossvilla Kantor HERIS-ID: 46138 Objekt-ID: 47818                                                                | Großegg 21 Standort KG: Großegg                             | Die dreigeschoßige Schlossvilla am Südufer des Millstätter Sees wurde vermutlich 1893 für Sidonie Kantor erbaut. Sie ist geländebedingt über einer Substruktion aus Bruchsteinen errichtet. Das Gebäude besteht aus vor- und rückgestaffelten Bauteilen, wie einem Mittelrisalit mit polygonalem Erker, Terrasse, Veranda, Eckloggia und Balkone. Die rechteckige, zweiflügelige, verglaste Holztüre mit rundbogiger, verglaster Oberlichte stammt wie die Ausstattung der späthistoristischen Halle im Erdgeschoß aus der Erbauungszeit. Der Gesamteindruck ist von Wandvertäfelungen, zinnenbekrönten Wandverbauen, einer hölzernen Kassettendecke und einer Holzbalkendecke mit reich geschnitzten Konsolen bestimmt. | BDA-Hist.: Q38019478 Status: Bescheid Stand der BDA-Liste: 2025-06-30 Name: Schloßvilla Kantor GstNr.: 392/3 Schlossvilla Kantor                                                                                |
| ja   | Datei hochladen | Ringwall Hochgosch HERIS-ID: 35587 Objekt-ID: 34371                                                                 | Hochgosch Standort KG: Großegg                              | Die frühmittelalterliche Fluchtburg am Hochgosch ist eine 150 × 60 m große Anlage mit 20 m breiter Vorburg im Norden. Die stellenweise bis zu zwei Meter hohen Wälle bestehen aus Trockenfundament mit palisadenartigen Holzverstrebungen. | BDA-Hist.: Q37965433 Status: Bescheid Stand der BDA-Liste: 2025-06-30 Name: Ringwall Hochgosch GstNr.: 415/1 Ringwall Hochgosch                                                                                 |
| ja   | Datei hochladen | Pfarrhofsalettl / Museum Carantana samt Resten des ehem. Klosters HERIS-ID: 57916 Objekt-ID: 68271                  | bei Molzbichl 59 Standort KG: Molzbichl                     | Das Pfarrhofsalettl wurde 1991 zum „Museum Carantana“ umgebaut. Es zeigt Funde der Grabungen nach dem im 8. Jahrhundert gegründeten Karolingischen Kloster unter der heutigen Pfarrkirche. | BDA-Hist.: Q38079341 Status: § 2a Stand der BDA-Liste: 2025-06-30 Name: Pfarrhofsalettl / Museum Carantana samt Resten des ehem. Klosters GstNr.: .2/1, .2/2, 12, 13/1, 1209/12 Museum Carantana                |
| ja   | Datei hochladen | Kath. Pfarrkirche hl. Tiburtius, Wehrfriedhof und Reste von Vorgängerbauten HERIS-ID: 54317 Objekt-ID: 62532        | Molzbichl Standort KG: Molzbichl                            | Die Pfarrkirche im östlichen Teil des Ortes, die von Resten einer ehemaligen Wehrmauer umgeben ist, wurde bereits im 11. Jahrhundert urkundlich erwähnt. Teile des Mauerbestands sind vor- oder frühromanisch, die Apsis ist romanisch, das spitzbogige Westportal spätgotisch. Der mächtige Nordturm weist einen Spitzgiebelhelm auf. Das Langhaus wurde 1801 nach einem Brand erneuert. Der zweigeschoßige Hochaltar im Inneren stammt vom Anfang des 18. Jahrhunderts. | BDA-Hist.: Q38060364 Status: § 2a Stand der BDA-Liste: 2025-06-30 Name: Kath. Pfarrkirche hl. Tiburtius, Wehrfriedhof und Reste von Vorgängerbauten GstNr.: .1, 13/1, 1209/16 Kirche Hl. Tiburtius Molzbichl    |
| ja   | Datei hochladen | Kath. Filialkirche hl. Martin HERIS-ID: 54378 Objekt-ID: 62632                                                      | bei Olsach 62 Standort KG: Olsach                           | Die Filialkirche stammt vom Ende des 16. Jahrhunderts; der Eingangsturm im Westen ist mit 1853 bezeichnet. Der Innenraum ist gotisierend gestaltet; der Altar entstand Anfang des 18. Jahrhunderts. | BDA-Hist.: Q38060681 Status: § 2a Stand der BDA-Liste: 2025-06-30 Name: Kath. Filialkirche hl. Martin GstNr.: .20 Saint Martin Church (Olsach)                                                                  |
| ja   | Datei hochladen | Schloss Rothenthurn bei Molzbichl HERIS-ID: 35884 Objekt-ID: 34727                                                  | Rothenthurn 2 Standort KG: Olsach                           | Der hohe Mitteltrakt, der 1882 mit einem historisierenden Portal versehen wurde, stammt im Kern aus dem 11. Jahrhundert. Die anderen, zwei- und dreigeschoßigen Trakte des Schlosses entstanden vorwiegend im 17. Jahrhundert. Im Westtrakt ist ein Renaissanceportal. Im östlichen Trakt ist die kreuzgewölbte Kapelle mit Fresken aus dem 18. Jahrhundert. | BDA-Hist.: Q2243226 Status: Bescheid Stand der BDA-Liste: 2025-06-30 Name: Schloss Rothenthurn bei Molzbichl GstNr.: .10/1 Schloss Rothenthurn bei Molzbichl                                                    |
| ja   | Datei hochladen | Evang. Kirche, Lutherkirche mit Pfarrhaus HERIS-ID: 54624 Objekt-ID: 62953                                          | 10.-Oktober-Straße 8 Standort KG: Spittal an der Drau       | Die gedrungene Kirche unter steilem Satteldach mit leicht eingestelltem seitlichen Turm mit hoch aufragendem Spitzhelm wurde 1908/09 von Clemens Kattner und Gustav Knell erbaut. Die Kirche hat einen Bruchsteinmauersockel und eine markante Ecksteingliederung. | BDA-Hist.: Q1903239 Status: § 2a Stand der BDA-Liste: 2025-06-30 Name: Evang. Kirche, Lutherkirche mit Pfarrhaus GstNr.: .437 Lutherkirche Spittal an der Drau                                                  |
| ja   | Datei hochladen | Parkschlössl HERIS-ID: 97745 Objekt-ID: 113567                                                                      | Bahnhofstraße 1a Standort KG: Spittal an der Drau           | Das Parkschlössl hat im Inneren eine reiche späthistoristische Ausmalung. Das ehemalige Lustschloss der Fürsten Porcia, das seit den 1990er-Jahren als Ausstellungsgebäude dient, wurde 2017 renoviert. | BDA-Hist.: Q37770330 Status: § 2a Stand der BDA-Liste: 2025-06-30 Name: Parkschlössl GstNr.: .75/2 Parkschlössl, Spittal an der Drau                                                                            |
| ja   | Datei hochladen | Wohnhaus HERIS-ID: 112870 Objekt-ID: 131095seit 2017                                                                | Bernhardtgasse 3 Standort KG: Spittal an der Drau           | Das dreigeschoßige Haus hat an der Straßenseite einen Erker mit Seccomalereien. Es wurde um 1900 als Wohnhaus eines Tischlereibesitzers errichtet. Als die Stadt 2016 den Abriss erwog, erfolgte die Unterschutzstellung. | BDA-Hist.: Q37832443 Status: Bescheid Stand der BDA-Liste: 2025-06-30 Name: Wohnhaus GstNr.: .110/1 Bernhardtgasse 3, Spittal an der Drau                                                                       |
| ja   | Datei hochladen | Ehemalige Tischlerei HERIS-ID: 112871 Objekt-ID: 131096seit 2017                                                    | Anna-Zmölnig-Platz 1/1 Standort KG: Spittal an der Drau     | Das zweigeschoßige Haus wurde Anfang des 20. Jahrhunderts als Tischlereibetrieb errichtet und weist an der Fassade des Erdgeschoßes detailreiche Bauplastik auf. Als die Stadt 2016 den Abriss erwog, erfolgte die Unterschutzstellung. Anmerkung: ehemals Bernhardtgasse 3a: baulich mit einem 2023 fertiggestellten Neubau am Anna-Zmölnig-Platz 1 verbunden, fungiert das Haus nunmehr als Stiege 1 dieser Adresse | BDA-Hist.: Q37832452 Status: Bescheid Stand der BDA-Liste: 2025-06-30 Name: Tischlerei GstNr.: 156/4 Anna-Zmölnig-Platz 1, Spittal an der Drau (Altbau)                                                         |
| ja   | Datei hochladen | Bürgerhaus mit Marmorspolien HERIS-ID: 36021 Objekt-ID: 34873                                                       | Bernhardtgasse 7 Standort KG: Spittal an der Drau           | | BDA-Hist.: Q37968434 Status: Bescheid Stand der BDA-Liste: 2025-06-30 Name: Bürgerhaus mit Marmorspolien GstNr.: 159                                                                                            |
| ja   | Datei hochladen | Gasthaus, Brauhaus Petzlbräu HERIS-ID: 54626 Objekt-ID: 62956                                                       | Brückenstraße 6 Standort KG: Spittal an der Drau            | Das Petzlbräu ist ein dreigeschoßiges Gebäude mit um 1780 entstandener spätbarocker-josefinischer Dekoration. Die Fassade weist eine Riesenpilasterordnung mit Masken, reich stuckierte Fensterrahmungen sowie in gerahmten Feldern Malereien der Heiligen Drei Könige, der Muttergottes und eine Sonnenuhr auf. | BDA-Hist.: Q38061641 Status: § 2a Stand der BDA-Liste: 2025-06-30 Name: Gasthaus, Brauhaus Petzlbräu GstNr.: .164/1 Petzlbräu                                                                                   |
| ja   | Datei hochladen | Schloss Porcia mit Nebengebäude und Baulichkeiten im Schlosspark HERIS-ID: 36028 Objekt-ID: 34880                   | Burgplatz 1 Standort KG: Spittal an der Drau                | Das Renaissanceschloss nach italienischem Vorbild ist ein mächtiger dreigeschoßiger Bau mit zwei runden Ecktürmen. Der rechteckige Innenhof weist auf drei Seiten dreigeschoßige Arkaden auf. | BDA-Hist.: Q872123 Status: Bescheid Stand der BDA-Liste: 2025-06-30 Name: Schloss Porcia mit Nebengebäude und Baulichkeiten im Schlosspark GstNr.: .74, .44/1, 131/1, 1177/3 Schloss Porcia                     |
| ja   | Datei hochladen | Rathaus HERIS-ID: 54622 Objekt-ID: 62951                                                                            | Burgplatz 5 Standort KG: Spittal an der Drau                | Der dreigeschoßige Bau um einen Hof mit mittlerweile geschlossenen Arkaden wurde im 16. Jahrhundert errichtet. | BDA-Hist.: Q1782688 Status: § 2a Stand der BDA-Liste: 2025-06-30 Name: Rathaus GstNr.: .78/1 Rathaus Spittal an der Drau                                                                                        |
| ja   | Datei hochladen | Bezirksgericht-Amtsgebäude samt Einfriedung HERIS-ID: 36023 Objekt-ID: 34875                                        | Dr.-Arthur-Lemisch-Platz 2 Standort KG: Spittal an der Drau | Das ehemalige Bezirksgericht ist ein 1935 errichteter viergeschoßiger Bau, der 1960 über dem Haupttrakt und 1979 über dem nordwestlichen Seitentrakt aufgestockt wurde. Die zwanzigachsige Südfassade wird durch ein Rundbogenportal und den darüber angebrachten, über drei Achsen reichenden Balkon akzentuiert. Das Gebäude gilt als hervorragend erhaltenes Verwaltungsgebäude der Zwischenkriegszeit bzw. des Ständestaates in Kärnten. Das Bezirksgericht ist nunmehr in einem Neubau nebenan untergebracht, das Gebäude wird von der Polizei und einigen anderen Behörden genutzt. | BDA-Hist.: Q37968449 Status: Bescheid Stand der BDA-Liste: 2025-06-30 Name: Bezirksgericht-Amtsgebäude samt Einfriedung GstNr.: 131/2 Bezirksgericht Amtsgebäude, Spittal an der Drau                           |
| ja   | Datei hochladen | Friedhof mit Friedhofskapelle HERIS-ID: 97756 Objekt-ID: 113589                                                     | Edlinger Straße 55 Standort KG: Spittal an der Drau         | Der Waldfriedhof mit Friedhofskapelle wurde 1911 von Clemens Kattner und Karl Gunzer errichtet. | BDA-Hist.: Q37770387 Status: § 2a Stand der BDA-Liste: 2025-06-30 Name: Friedhof mit Friedhofskapelle GstNr.: .1059, 1466                                                                                       |
| ja   | Datei hochladen | Kapelle St. Anton am Fratres HERIS-ID: 54635 Objekt-ID: 62981                                                       | Fratresstraße Standort KG: Spittal an der Drau              | Die barocke Kapelle mit westlicher Vorlaube und Glockengestühl wurde 1675 errichtet und 1771 mit Deckenmalereien versehen. Der Altar stammt aus der Bauzeit. | BDA-Hist.: Q19792289 Status: § 2a Stand der BDA-Liste: 2025-06-30 Name: Kapelle St. Anton am Fratres GstNr.: .237 Antoniuskapelle, Spittal                                                                      |
| ja   | Datei hochladen | Kath. Filialkirche Zum Guten Hirten (Draukirche), Rektoratskirche HERIS-ID: 97754 Objekt-ID: 113587                 | Hammerfeld 1 Standort KG: Spittal an der Drau               | Die einschiffige Kirche mit Satteldach wurde nach Plänen von Anton Zemann erbaut und im Jahr 1968 geweiht. Heute ist sie eine Filialkirche der Stadtpfarre. | BDA-Hist.: Q37770375 Status: § 2a Stand der BDA-Liste: 2025-06-30 Name: Kath. Filialkirche Zum Guten Hirten (Draukirche), Rektoratskirche GstNr.: 510/30                                                        |
| ja   | Datei hochladen | Grutschnighaus HERIS-ID: 36026 Objekt-ID: 34878                                                                     | Hauptplatz 3 Standort KG: Spittal an der Drau               | Das Grutschnighaus besitzt einen dreiseitigen Erker, eine kreuzgratgewölbte Einfahrt und ein Steinportal mit einem Wappen und der Inschrift „Sit nomen Domini benedictum MDXCV“. | BDA-Hist.: Q37968486 Status: Bescheid Stand der BDA-Liste: 2025-06-30 Name: Grutschnighaus GstNr.: .84 |
| ja   | Datei hochladen | Moschitzbehausung; Apotheke zur Hygieia HERIS-ID: 36024 Objekt-ID: 34876                                            | Hauptplatz 4 Standort KG: Spittal an der Drau               | Die Fassade weist Pilaster und klassizistische Zopfornamentik auf. | BDA-Hist.: Q620533 Status: Bescheid Stand der BDA-Liste: 2025-06-30 Name: Moschitzbehausung; Apotheke zur Hygieia GstNr.: .85                                                                                   |
| ja   | Datei hochladen | Wallarhaus HERIS-ID: 36025 Objekt-ID: 34877                                                                         | Hauptplatz 5 Standort KG: Spittal an der Drau               | Das Wallarhaus mit historisierend klassizistischer Fassadendekoration ist durch ein Monogramm am Rundbogen mit 1547 bezeichnet. | BDA-Hist.: Q37968473 Status: Bescheid Stand der BDA-Liste: 2025-06-30 Name: Wallarhaus GstNr.: .86 |
| ja   | Datei hochladen | Pfarrhof HERIS-ID: 97769 Objekt-ID: 113620                                                                          | Litzelhofenstraße 1 Standort KG: Spittal an der Drau        | Der zweigeschoßige barocke Bau mit spätmittelalterlichem Kern besitzt im ersten Obergeschoß barocke Stuckdecken. | BDA-Hist.: Q37770423 Status: § 2a Stand der BDA-Liste: 2025-06-30 Name: Pfarrhof GstNr.: .30 |
| ja   | Datei hochladen | Kath. Pfarrkirche Mariae Verkündigung, ehem. Karner und mittelalterlicher Friedhof HERIS-ID: 54625 Objekt-ID: 62954 | bei Litzelhofenstraße 1 Standort KG: Spittal an der Drau    | Die Mitte des 13. Jahrhunderts erbaute Kirche wurde Anfang des 14. Jahrhunderts erneuert und 1584 umgebaut und erweitert. Der neugotische Südturm wurde 1896 errichtet. 1966 wurde der östliche Teil der Kirche abgerissen und durch einen neuen weiträumigen Anbau ersetzt. | BDA-Hist.: Q2082980 Status: § 2a Stand der BDA-Liste: 2025-06-30 Name: Kath. Pfarrkirche Mariae Verkündigung, ehem. Karner und mittelalterlicher Friedhof GstNr.: .50, .30, 109 Pfarrkirche Spittal an der Drau |
| ja   | Datei hochladen | Gasthaus, Altdeutsche Weinstube HERIS-ID: 11388 Objekt-ID: 7478                                                     | Neuer Platz 17 Standort KG: Spittal an der Drau             | Das 1902 von Martin Ladinig errichtete zweigeschoßige Gast- und Wohnhaus nit markantem Eckerkerturm wurde bis 1929 im Stil von Neogotik, Neorenaissance und Neobarock ausgestattet. Auf den Krüppelwalmdächern der Dachhäuschen sind dachreiterartige Türmchen. | BDA-Hist.: Q435098 Status: Bescheid Stand der BDA-Liste: 2025-06-30 Name: Gasthaus, Altdeutsche Weinstube GstNr.: .320 Altdeutsche Weinstube, Spittal an der Drau                                               |
| ja   | Datei hochladen | Aufnahmsgebäude HERIS-ID: 57912 Objekt-ID: 68262                                                                    | Südtiroler Platz 4-5 Standort KG: Spittal an der Drau       | Das 1906 errichtete Bahnhofsgebäude Spittal-Millstättersee setzt sich aus einem zweigeschoßigen Mitteltrakt, zwei zweigeschoßige Seitentrakte sowie eingeschoßige Verbindungstrakte zusammen. Die Putzfassade besitzt Quaderungen an den Gebäudekanten und Fenstertüren. Das Aufnahmegebäude ist von einem zusammengesetzten Mansarddach bedeckt. | BDA-Hist.: Q38079320 Status: Bescheid Stand der BDA-Liste: 2025-06-30 Name: Aufnahmsgebäude GstNr.: .223/5 Aufnahmsgebäude Bahnhof Spittal-Millstättersee                                                       |
| ja   | Datei hochladen | Kapelle Unsere Liebe Frau (Marienkapelle) HERIS-ID: 54628 Objekt-ID: 62963                                          | Villacher Straße Standort KG: Spittal an der Drau           | Die Marienkapelle wurde 1807 errichtet, 1979 renoviert und 2002 mit einem neuen Schindeldach versehen. | BDA-Hist.: Q1269298 Status: § 2a Stand der BDA-Liste: 2025-06-30 Name: Kapelle Unsere Liebe Frau (Marienkapelle) GstNr.: .215/1                                                                                 |
| ja   | Datei hochladen | Ehem. Spital, ehem. Schule, Lieserkaserne/ehem. Troyerkaserne, Spittl HERIS-ID: 36029 Objekt-ID: 34881              | Villacher Straße 1 Standort KG: Spittal an der Drau         | Das vierflügelige Gebäude um einen zweigeschoßigen Arkadenhof wurde im 16. Jahrhundert als Spital errichtet. Die neunachsige Fassade mit klassizistischer Giebelbekrönung stammt von 1843, als der Bau nach einem Brand wiederhergestellt wurde. 1998 wurde das Gebäude als Schule adaptiert, der Hof wurde überdacht und die Arkaden wieder geöffnet. | BDA-Hist.: Q2311399 Status: Bescheid Stand der BDA-Liste: 2025-06-30 Name: Ehem. Spital, ehem. Schule, Lieserkaserne/ehem. Troyerkaserne, Spittl GstNr.: 1204 Spittl - Fachhochschule, Spittal an der Drau      |
| ja   | Datei hochladen | Schulgebäude (HAK, HASCH) HERIS-ID: 97779 Objekt-ID: 113630                                                         | Zernattostraße 2 Standort KG: Spittal an der Drau           | Die Handelsakademie ist ein 1975/76 nach Plänen von Ferdinand Brunner, Rudolf Nitsch und Hans Rabl errichteter Betonbau. Die Wandbilder im Stiegenhaus sind mit R. Grasser 1977 bezeichnet. | BDA-Hist.: Q37770451 Status: § 2a Stand der BDA-Liste: 2025-06-30 Name: Schulgebäude (HAK, HASCH) GstNr.: 854/5 HAK Spittal                                                                                     |
| ja   | Datei hochladen | Kath. Filialkirche hl. Magdalena und Reste von Vorgängerbebauung HERIS-ID: 97748 Objekt-ID: 113570                  | Baldersdorf 1 Standort KG: St. Peter-Edling                 | Die kleine Kirche mit Dachreiter, westlicher Vorlaube und profiliertem Hauptportal ist ein spätgotischer Bau des 15. Jahrhunderts. Die barocken Wandmalereien stammen von Balthasar Klenkh. Archäologisch nachgewiesen wurden Reste einer Rundkirche aus dem 11. Jahrhundert und einer Befestigungsanlage. | BDA-Hist.: Q1412762 Status: § 2a Stand der BDA-Liste: 2025-06-30 Name: Kath. Filialkirche hl. Magdalena und Reste von Vorgängerbebauung GstNr.: 562/1, 562/3, .42 Filialkirche hl. Magdalena, Baldersdorf       |
| ja   | Datei hochladen | Kath. Filialkirche hl. Petrus und mittelalterliches Friedhofsareal HERIS-ID: 54800 Objekt-ID: 63202                 | St. Peter 12, in der Nähe Standort KG: St. Peter-Edling     | Die einfache Saalkirche mit niedrigem, gerade geschlossenem Chor wurde vermutlich im 18. Jahrhundert errichtet und erhielt im späten 19. Jahrhundert einen westlichen Fassadenturm. Archäologisch erforscht wurden karantanische Gräber des 8./9. Jahrhunderts. | BDA-Hist.: Q1413230 Status: § 2a Stand der BDA-Liste: 2025-06-30 Name: Kath. Filialkirche hl. Petrus und mittelalterliches Friedhofsareal GstNr.: 49/2 Filialkirche St. Peter unter Spittal                     |